# ど〜なる?
『ど〜なる?』は、TBS系列で2012年に放送された特別番組である。

## 概要
Kis-My-Ft2が、体を張って実験・検証を行う番組。

## 出演者
MC
- バナナマン（設楽統・日村勇紀）
- Kis-My-Ft2

ゲスト
- 眞鍋かをり

ナレーション
- 木村匡也

## ラインナップ
- ドン・キホーテの商品1軒まるごと買ったら、お値段どーなる?
- 高速道路で対向車からポイ捨てされた!当ったら、どーなる?
- 浄水器にオレンジジュースを入れたら、どーなる?
- 紙おむつにおしっこし続けたら、どーなる?
- TVのバツゲームでよく使われる炭ガス、当て続けたら、どーなる?

## ネット局
| 放送対象地域   | 放送局                | 系列    | 放送日時                    | 遅れ日数   |
| -------------- | --------------------- | ------- | --------------------------- | ---------- |
| 関東広域圏     | TBSテレビ（TBS）      | TBS系列 | 2012年4月4日 23:50 - 0:50   | 制作局     |
| 北海道         | 北海道放送（HBC）     | TBS系列 | 2012年4月4日 23:50 - 0:50   | 同時ネット |
| 山形県         | テレビユー山形（TUY） | TBS系列 | 2012年4月4日 23:50 - 0:50   | 同時ネット |
| 福島県         | テレビユー福島（TUF） | TBS系列 | 2012年4月4日 23:50 - 0:50   | 同時ネット |
| 長野県         | 信越放送（SBC）       | TBS系列 | 2012年4月4日 23:50 - 0:50   | 同時ネット |
| 静岡県         | 静岡放送（SBS）       | TBS系列 | 2012年4月4日 23:50 - 0:50   | 同時ネット |
| 石川県         | 北陸放送（MRO）       | TBS系列 | 2012年4月4日 23:50 - 0:50   | 同時ネット |
| 福岡県         | RKB毎日放送（RKB）    | TBS系列 | 2012年4月4日 23:50 - 0:50   | 同時ネット |
| 沖縄県         | 琉球放送（RBC）       | TBS系列 | 2012年4月13日 0:17 - 1:17   | 9日遅れ    |
| 中京広域圏     | 中部日本放送（CBC）   | TBS系列 | 2012年4月14日 0:45 - 1:45   | 10日遅れ   |
| 熊本県         | 熊本放送（RKK）       | TBS系列 | 2012年4月15日 15:00 - 16:00 | 11日遅れ   |
| 青森県         | 青森テレビ（ATV）     | TBS系列 | 2012年4月17日 23:50 - 0:50  | 13日遅れ   |
| 岡山県・香川県 | 山陽放送（RSK）       | TBS系列 | 2012年4月18日 23:50 - 0:50  | 14日遅れ   |
| 鹿児島県       | 南日本放送（MBC）     | TBS系列 | 2012年6月16日 15:54 - 16:54 | 73日遅れ   |
| 大分県         | 大分放送（OBS）       | TBS系列 | 2012年6月20日 0:30 - 1:30   | 77日遅れ   |
| 新潟県         | 新潟放送（BSN）       | TBS系列 | 2012年6月27日 23:55 - 0:55  | 84日遅れ   |
| 山口県         | テレビ山口（tys）     | TBS系列 | 2012年6月30日 12:55 - 13:55 | 87日遅れ   |
| 宮城県         | 東北放送（TBC）       | TBS系列 | 2012年7月26日 0:05 - 1:05   | 113日遅れ  |
| 宮崎県         | 宮崎放送（MRT）       | TBS系列 | 2012年8月18日 0:55 - 1:55   | 136日遅れ  |

## スタッフ
- プロデューサー：樋江井彰敏、保津章二
- 総合演出：渡辺剛
- 編成担当：福田健太郎
- 製作著作：TBS